# Deuselbach
Deuselbach là một đô thị ở huyện Bernkastel-Wittlich, trong bang Rheinland-Pfalz, Đô thị Deuselbach có diện tích 4,03 km², dân số thời điểm ngày 31 tháng 12 năm 2006 là 254 người.